# Galeriegrab Gießen-Kleinlinden

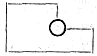
Schematische Zeichnung des Türlochsteins von Gießen-Kleinlinden

Das Galeriegrab Gießen-Kleinlinden war eine mögliche megalithische Grabanlage der Jungsteinzeit bei Kleinlinden, einem Ortsteil von Gießen (Hessen). Laut einem Bericht wurde im hinteren Teil des Waldes bei Kleinlinden bei Waldarbeiten im Winter 1882/83 bei einer Gruppe von „Hünengräbern“ ein heute verschollener Türlochstein gefunden. Dieser hatte eine Länge von 1,6 m und eine Breite von 0,9 m. Der Stein war nur zu drei Viertel erhalten, die abgeschlagenen Bruchstücke verblieben am Fundort. Der Türlochstein stellt den einzigen Hinweis auf ein mögliches Galeriegrab dar. Weitere Funde sind von dieser Stelle nicht bekannt.